# Ericiolacerta
Ericiolacerta – mały przedstawiciel terocefali z rządu terapsydów. Żył w okresie wczesnego triasu na terenach obecnej Republiki Południowej Afryki oraz Antarktydy.
Był podobny do jaszczurki, długość ciała ok. 20 cm. Posiadał stosunkowo długie nogi oraz małe zęby. Prowadził aktywny, nadrzewno-naziemny tryb życia. Żywił się owadami i innymi drobnymi bezkręgowcami.

## Przypisy

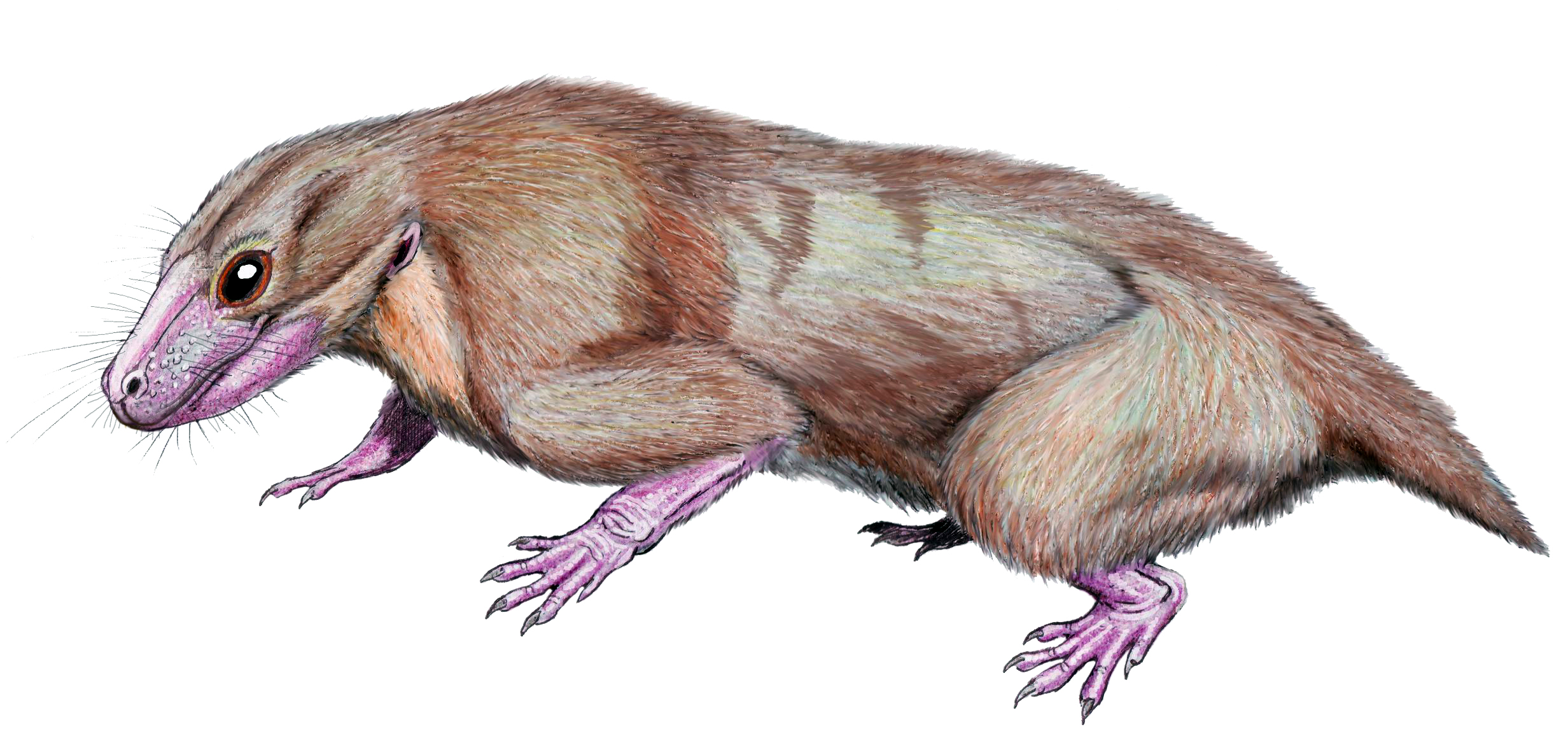